# Adrian Cristea
Adrian Cristea (Iași, 30 novembre 1983) è un ex calciatore rumeno, di ruolo centrocampista.

## Palmarès

### Club

#### Competizioni nazionali
- Coppa di Romania: 1

Dinamo Bucarest: 2004-2005
- Supercoppa di Romania: 1

Dinamo Bucarest: 2005
- Campionato rumeno: 2

Dinamo Bucarest: 2006-2007
Steaua Bucarest: 2013-2014